# Sühnhaus (2016)
Sühnhaus ist ein Dokumentarfilm der in Österreich lebenden deutschen Filmjournalistin Maya McKechneay aus dem Jahr 2016. Er kam am 8. Dezember 2016 in die österreichischen Kinos.

## Inhalt
Ausgangspunkt von Sühnhaus, der auch dem Essayfilm zugerechnet werden kann, ist der Ringtheaterbrand vom 8. Dezember 1881 in Wien und das daraufhin von Kaiser Franz Joseph I. gebaute, sogenannte Sühnhaus. McKechneay assoziiert mit dieser Geschichte Motive des Spukhausfilms, die Geschichte Sigmund Freuds, der zu Beginn seiner Laufbahn Mieter im Sühnhaus war, sowie die Arroganz der Macht bis in die heutige Zeit.
Bezeichnend für den Film sind die subjektive Perspektive und der Einsatz von Animationen der bildenden Künstlerin und Theaterausstatterin Michaela Mandel.

## Kritiken
„In ihrem essayistischen Dokumentarfilm folgt Maya McKechneay den Spuren des Ringtheaterbrands von 1881 – und findet dabei nicht nur die Geister der Toten von damals, sondern auch ein Stück Wiener Geistesgeschichte“

„(...) Diesen Opfern setzt Maya McKechneay, in München geborene Filmkritikerin mit Wohnsitz in Wien, in ihrer schönen, ersten Langdoku ein berührendes Denkmal: „Sühnhaus“ nennt McKechneay ihre feingliedrige Erinnerungsarbeit, die brisante Schichten Wiener Lokalhistorie freilegt.“

„Schottenring 7. Vor 135 Jahren ist das Ringtheater abgebrannt, die Geisterhaus-Doku „Sühnhaus“ erzählt die Geschichte des „9/11 des Jahres 1881“ neu: Von fataler Architektur, Behördenversagen und Sigmund Freud.“

## Festivals
- Viennale 2016[1]
- Filmfestival Max Ophüls Preis[2]
- Internationales Dokumentarfilmfestival München 2017[3]
- Docaviv 2017[4]
- Dokumentarfilmwoche Hamburg 2018